# David Barry
David Barry, geboren als Merig Wyn Jones, (Bangor, Gwynedd, Wales, 30 april 1943) is een Brits acteur.
Hij is vooral bekend door zijn rol als het laffe moederskindje Frankie Abbott uit de serie Please Sir! en de vervolgserie The Fenn Street Gang. Ook speelde hij de rol in de film Please Sir! uit 1971. Tevens speelde hij een rol in de film George and Mildred. Ook heeft hij theater gedaan.
Barry is gescheiden en heeft twee volwassen kinderen.

## Filmografie
- Lilith (1964) - Ambulance-medewerker (Niet op aftiteling)
- Thirty-Minute Theatre Televisieserie - Gunther Goettling (Afl., The Victims: Frontier, 1969)
- Please Sir! Televisieserie - Frankie Abbott (20 afl., 1968-1969)
- Please Sir! (1971) - Frankie Abbott
- The Fenn Street Gang Televisieserie - Frankie Abbott (47 afl., 1971-1973)
- George and Mildred (1980) - Elvis
- Never the Twain Televisieserie - Norman (Afl., Thicker Than Water, 1981)
- Long zai tian ya (1989) - Luchthavenpolitie
- The Legacy of Reginald Perrin Televisieserie - Buschauffeur (Episode 1.7, 1996)
- The Bill Televisieserie - Mr. Edwards (Afl., Added Bonus, 1997)